# Sousoší světců na terase před jezuitskou kolejí v Kutné Hoře

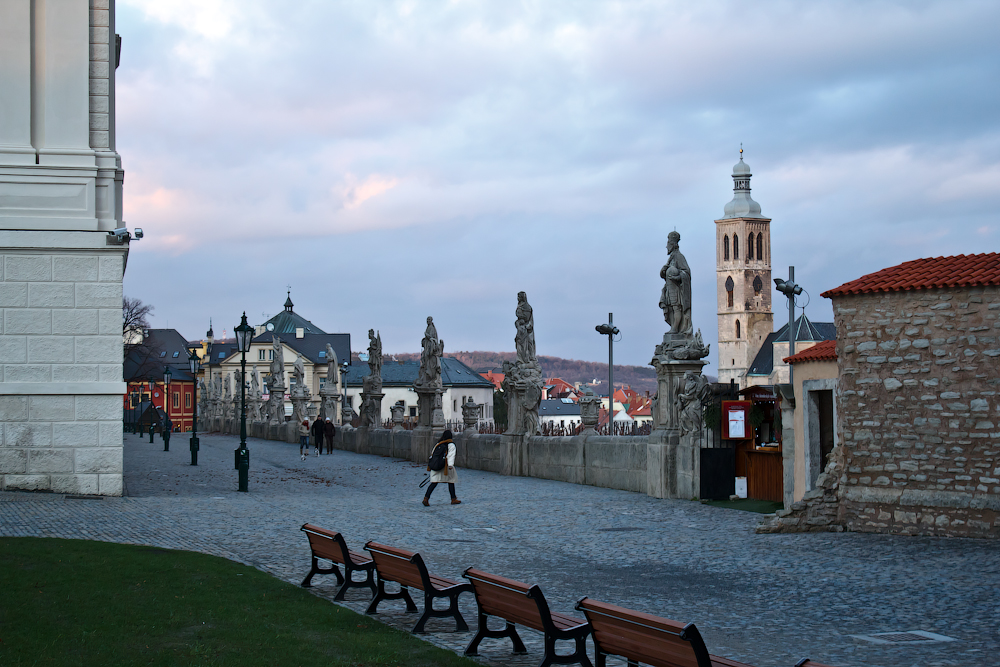
Vyhlídková terasa před Jezuitskou kolejí v Kutné Hoře

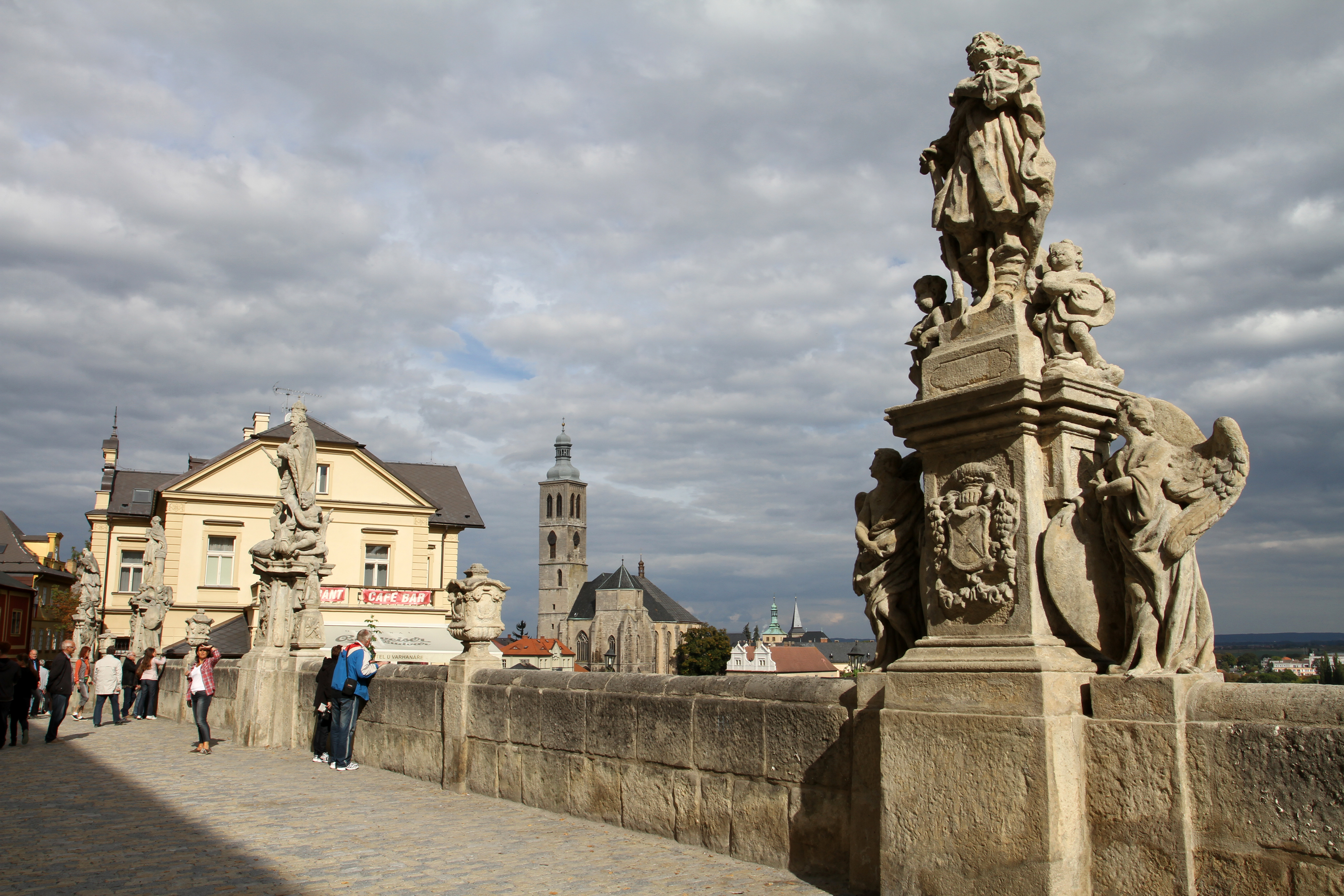

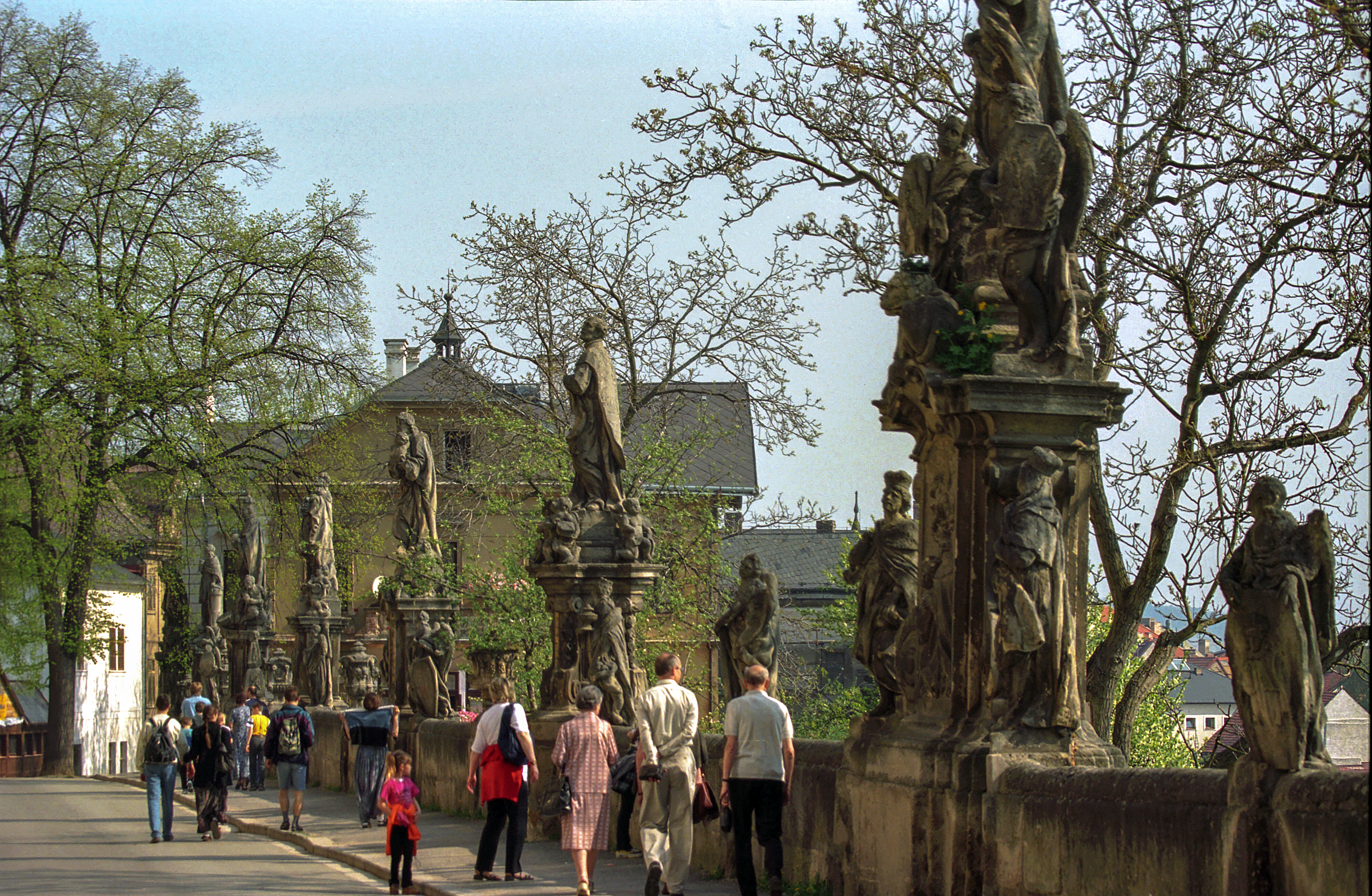

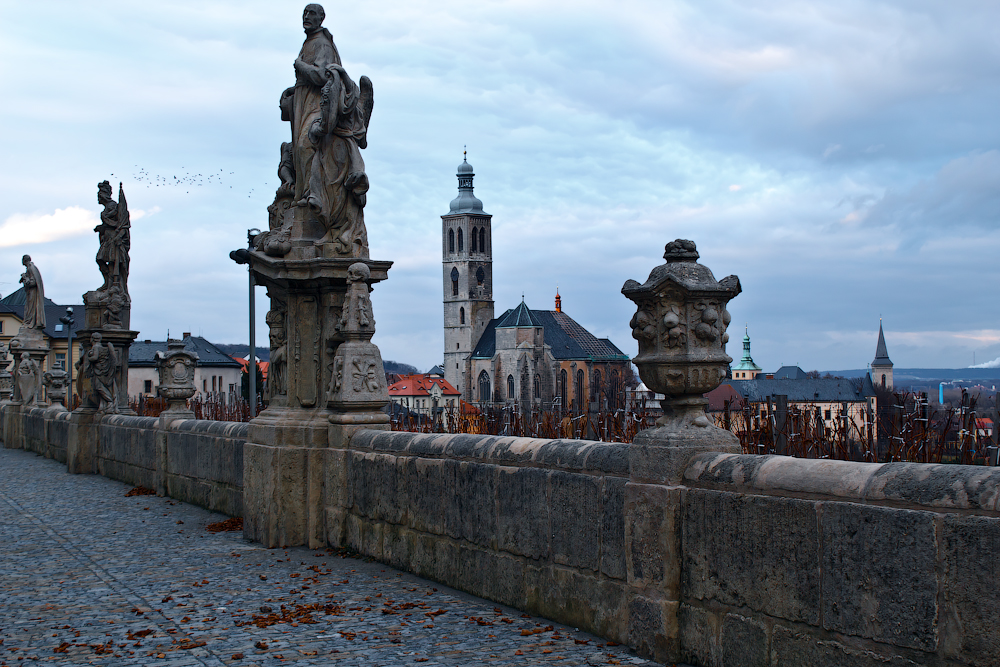

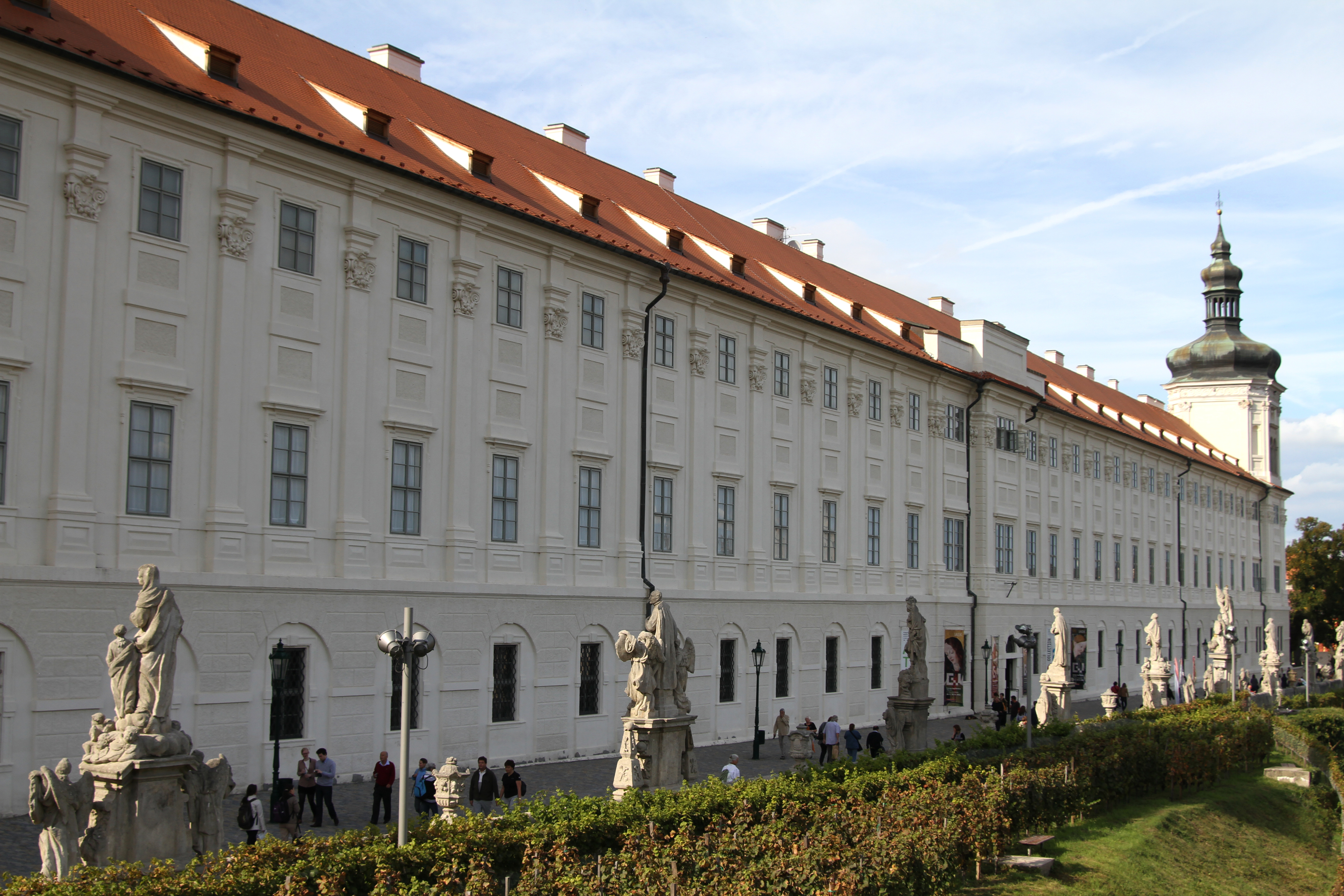

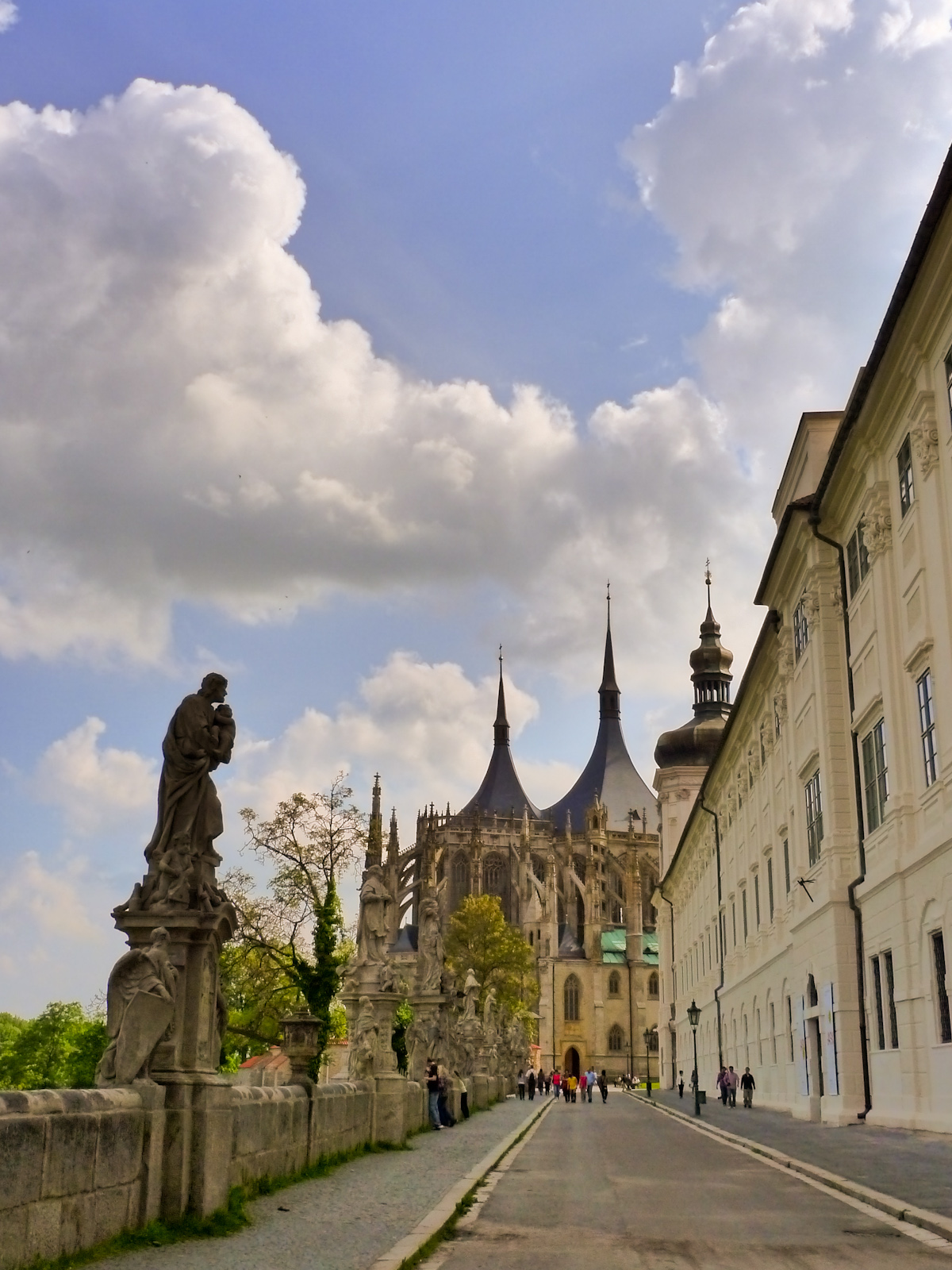

Sousoší světců na terase před Jezuitskou kolejí je soubor třinácti soch z 18. století na vyhlídkové terase před Jezuitskou kolejí v Kutné Hoře v okrese Kutná Hora v Barborské ulici vedoucí k chrámu svaté Barbory.
Původních 12 sousoší zhotovil František Baugut v letech 1703–1716, po roce 1740 byla u Hrádku přidána i socha Jana Nepomuckého od neznámého autora.

## Seznam sousoší
Seznam všech třinácti sousoší souboru směrem od Hrádku k chrámu svaté Barbory.
| Název                                               | Obrázek            | Galerie Commons                                                                     | Popis |
| --------------------------------------------------- | ------------------ | ----------------------------------------------------------------------------------- | --- |
| Jan Nepomucký                                       | Jan Nepomucký      | Kategorie „Statue of John of Nepomuk (Kutná Hora, Barborská)“ na Wikimedia Commons  | Jan Nepomucký stojí na oblaku, u nohou mu sedí dva andílci, jeden drží knihu s biretem, druhý má prst před ústy na znamení mlčenlivosti. Po boku podstavce stojí další dva andělé držící štíty. |
| Svatá Barbora                                       | svatá Barbora      | Kategorie „Statue of Saint Barbara (Kutná Hora, Barborská)“ na Wikimedia Commons    | Barbora stojí na dvou ležících postavách: na postavě svého otce a na alegorické postavě s šátkem na očích. V pravé ruce drží kalich, levou ruku má položenou na vrcholu věže. Po boku podstavce stojí dva andělé držící štíty, na podstavci je erb rodu Švihovští z Rýzmberka                                                                                       |
| Ferdinand Kastilský. Někde uveden: Svatý Ludvík     | svatý Ludvík       | Kategorie „Statue of Louis IX of France (Kutná Hora)“ na Wikimedia Commons          | Na podstavci stojí Ferdinand Kastilský (někde psán v literatuře Ludvík) s královskými insigniemi (v rukou žezlo a jablko, na hlavě koruna) oblečen do brnění. U nohu mu sedí dva saracénští zajatci s bubny, děly a praporci. Po boku podstavce jsou dvojdílné jehlany s hlavami Saracénů na vrcholu. Na podstavci erb rodu Robmhapové ze Suché                     |
| Svatý Isidor                                        | svatý Isidor       | Kategorie „Statue of Saint Isidore (Kutná Hora)“ na Wikimedia Commons               | Svatý Isidor se opírá o rýč. U nohou má dva malé andílky, kteří drží rolnický klobouk a lopatku pluhu, po boku podstavce stojí dva andělé se štíty. Na podstavci je erb rodu Obyteckých z Obytec. V roce 1636 Litmír František Obytecký z Obytec postoupil jezuitské koleji v Kutné Hoře všechna svá majetková práva na dotčených pozemcích.                        |
| Svatý Josef                                         | svatý Josef        | Kategorie „Statue of Saint Joseph (Kutná Hora)“ na Wikimedia Commons                | Josef drží v náručí malého Ježíše. U nohou má dva malé andílky, po boku podstavce stojí dva andělé se štíty. Jeden z malých andílků drží sekeru, u nohou mají další tesařské nářadí. |
| Ignác z Loyoly                                      | Ignác z Loyoly     | Kategorie „Statue of Saint Ignatius of Loyola (Kutná Hora)“ na Wikimedia Commons    | Ignác z Loyoly stojí oděn v ornátu, u nohou má malé andílky s knihou, biretem, rouškou a přilbou. Po boku podstavce stojí dvě korunované ženy, které drží rohy hojnosti, jedna drží ještě kadidelnici. |
| Svatý Václav                                        | svatý Václav       | Kategorie „Statue of Saint Wenceslaus (Kutná Hora, Barborská)“ na Wikimedia Commons | Na vrcholu sousoší stojí svatý Václav s knížecí korunou a praporcem v levé ruce. U nohou mu leží lev, po stranách stojí dva andělé. Po boku podstavce stojí svatý Vít a svatá Ludmila. |
| František Xaverský                                  | František Xaverský | Kategorie „Statue of Francis Xavier (Kutná Hora)“ na Wikimedia Commons              | U nohou svatého Františka sedí čtyři děti, které drží klobouk, rozevřenou knihu a krucifix. Po boku podstavce stojí dvě mužské postavy představující alegorie kontinentů. |
| Alois Gonzaga (někde mylně uváděn Josef Kalasánský) | Josef Kalasanský   | Kategorie „Statue of Joseph Calasanctius (Kutná Hora)“ na Wikimedia Commons         | Alois z Gonzagy, mladý jezuitský světec (+ 1591 ve věku 23 let) drží v rukou krucifix, patří mezi hlavní jezuitské světce. U nohou mu leží knížecí koruna, symbol skutečnosti, že se kvůli jezuitům zřekl knížecího titulu. Po straně je jeden andělíček (Alois byl zvaný Andělský). Po boku podstavce stojí dva andělé se štíty. Na podstavci erb Trauttmansdorffů |
| Svatý Florián                                       | svatý Florián      | Kategorie „Statue of Saint Florian (Kutná Hora)“ na Wikimedia Commons               | Florian drží vědro s vodou, kterou hasí hořící dům stojící u jeho nohou. Po stranách domu stojí dva andělíčci, jeden pomáhá hasit, druhý drží mlýnský kámen. Po boku podstavce stojí andělé se štíty. |
| František Borgia                                    | František Borgia   | Kategorie „Statue of Francis Borgia (Kutná Hora)“ na Wikimedia Commons              | Po boku světce, který je oděn v jezuitské řádové roucho, stojí dva andělé. U nohou mu leží kardinálský klobouk a koruna. Ve středu podstavce je lebka, lebky jsou také na vrcholech dvojdílných jehlanů po stranách podstavce. |
| Svatá Anna                                          | svatá Anna         | Kategorie „Statue of Saint Anne (Kutná Hora, Barborská)“ na Wikimedia Commons       | Svatá Anna je vyobrazena s drobnou postavou Panny Marie. U nohou mají andělíčky, po stranách podstavce stojí dva andělé se štíty. |
| Karel Veliký                                        | Karel Veliký       | Kategorie „Statue of Carolus Magnus (Kutná Hora)“ na Wikimedia Commons              | Karel Veliký má na hlavě korunu, v rukou žezlo a královské jablko. U nohou mu leží přilbice, po stranách i praporce, bubny a dělo. Po boku podstavce stojí dva andělé se štíty. |